# Casanova (Rovegno)
Casanova è una frazione nel Comune di Rovegno situata nell'entroterra genovese ed ha le caratteristiche tipologiche di un classico paese dell'Alta Val Trebbia. Dagli anni 80' è una tradizionale località di villeggiatura per gli abitanti di Genova e di Milano. Raggiungibile da Genova percorrendo la strada statale 45, Casanova presenta diversi siti di interesse faunistici e storici tutt'oggi visitati dai turisti e villeggianti del posto. Il paese conta poco più di cento abitanti durante il periodo invernale. Con l'arrivo dell'estate il paese si ripopola contando circa 1000 persone.

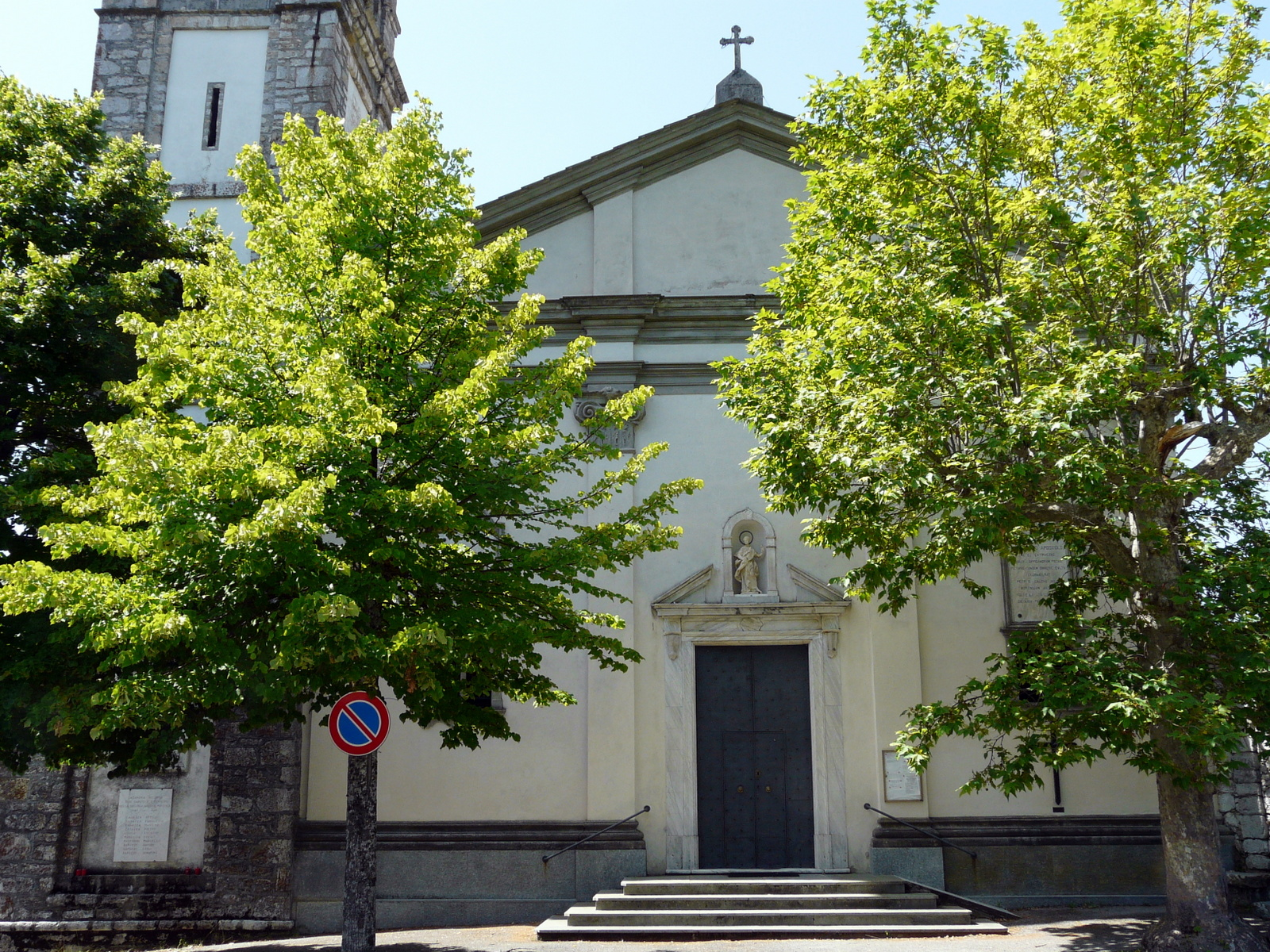
La chiesa parrocchiale di San Pietro nella frazione di Rovegno, Casanova

## Geografia fisica
Casanova è situata sul versante destro della valle percorsa dal fiume Pescia, affluente destro del fiume Trebbia nella valle omonima. Situata a 870 metri s.l.m. è circondata dalla catena appenninica settentrionale che divide i territori della regione Liguria da quelli della regione Emilia-Romagna. Inoltrandosi nella vegetazione boschiva che circonda il paese si può notare la presenza rilevante di alberi di castagno europeo, querce, carpine nero e alberi da frutta. Al di sopra dei 1000 metri s.l.m. la vegetazione cambia, presentando prevalenza di boschi di faggio soprattutto nelle zone boschive intorno al monte principale denominato Montarlone con un'altezza di 1500 metri sl.m. Nei dintorni di Casanova inoltre possono essere percorsi diversi sentieri che mettono in comunicazione i paesi limitrofi del territorio nei comuni di Rovegno, Fontanigorda, Ottone e Rezzoaglio, attualmente i sentieri sono mantenuti dai residenti del posto, dai cacciatori, da appassionati all'escursionismo montano, da ciclisti e motociclisti fuoristradisti della zona. 

## Infrastrutture e trasporti

### Mobilità urbana
Dal comune e provincia di Genova un servizio di trasporto pubblico provinciale gestito dall'AMT Genova garantisce limitati collegamenti bus con Casanova e per le altre località del territorio comunale.

## Economia
Un'antica attività economica e di sostentamento del paese era la raccolta di un particolare fungo, il Polyporus fomentarius, il quale cresceva nelle vaste faggete che ricoprivano il territorio orientale di Casanova al di sopra dei 1000 metri s.l.m.. Il fungo, una volta preparato e confezionato dagli abitanti, veniva venduto come esca nei principali mercati della zona. L'attività si ridusse notevolmente sul finire del XIX secolo a causa del forte disboscamento per ricavarne il carbone.
Ancora oggi la principalmente attività è basata sull'agricoltura e sulla raccolta delle castagne, da cui gli antichi abitanti del posto ricavavano la farina di castagne grazie a un mulino risalente al 1100 situato sulla sponda sinistra del fiume Pescia.
Una delle attività svolte sul territorio negli ultimi 30' anni è la caccia al cinghiale, che avviene nei mesi invernali e utile al contenimento della crescita esponenziale di questa specie che spesso danneggia i raccolti dei residenti del posto. 
Casanova è stata luogo di varie manifestazioni sportive e artistiche. Nel 1996 la cantautrice Ivana Spagna si è esibita in un concerto davanti alla chiesa parrocchiale principale. Ancora oggi vengono svolte molte attività di attrazione turistica per l'incremento dell'economia del paese organizzate da associazioni del posto. Queste attività riguardanti sagre ed eventi sportivi sono luoghi di attrazione per i villeggianti e persone che vengono dalle varie cittadine nei dintorni. Il paese è dotato anche di impianti polivalenti comunali come la piscina di Casanova aperta solo d'estate, comprendente anche un ampio campo da pattinaggio e campo da calcio. Nel 2008 Casanova ha ospitato anche due importanti motociclisti freestyle italiani, Massimo Bianconcini e Carlo Caresana, che si sono esibiti con spettacolari acrobazie nel prato antistante alla chiesa parrocchiale.
È presente inoltre anche una sala polivalente denominata Kapannone dove si sono esibiti diversi personaggi televisivi come Ainett Stephens, le veline Melissa Satta e Thais Souza Wiggers e disc jockey di fama internazionale come Dj Matrix e gli Alien Cut. Casanova ospita annualmente anche il campionato regionale Ligure di enduro che incrementa l'economia del paese.

## Storia e elementi storici rilevanti
Risalente ai primi del XIV secolo Casanova denominata Domusnovas, presenta ancora oggi molti siti di interesse storico e culturale come la chiesa parrocchiale di San Pietro protettore del paese stesso. La chiesa risalente intorno al 1300 epoca dello sviluppo del medioevo presenta una pianta a croce latina con ingresso centrale e ampie finestre con vetrate colorate in stile gotico. Al suo interno la chiesa presenta diversi affreschi raffiguranti gli arcangeli e San Pietro. Inoltre, posti sopra a ogni colonna portante sono presenti capitelli corinzi con corone di foglie di acanto tipiche di questo stile architettonico. Nel paese possono essere anche visitati tre oratori quali, l'oratorio della Beata Vergine della Guardia nella frazione Crescione, l'oratorio di San Rocco nella frazione Ventarola e la cappella di Canfernasca situata nell'omonima frazione. Un altro sito di interesse storico è il "ponte Romano", che attraversa il fiume Pescia. È un ponte medievale costruito dalla famiglia Doria di Genova. Nei pressi del ponte è presente un mulino ad acqua risalente al 1100. Altre tracce riguardanti la storia di Casanova sono i resti del Castello della famiglia dei Doria posto a Castello una frazione del paese. Nei pressi del Pescia è possibile rinvenire anche ex miniere ormai in disuso utili all'estrazione del talco. 
Dal 12 di agosto del 2000 ad oggi, ogni anno le associazioni del posto organizzano una sfilata storica con i vestiti risalenti all'epoca del 1400 per la ricorrenza della pace di Casanova avvenuta nel 1571 durante il governo dei marchesi di Malaspina. La pace di Casanova era sostanzialmente un trattato di pace concordato tra "parentelle"(così denominate dagli abitanti del posto)  che erano le famiglie che possedevano terreni, per i quali accadevano spesso diatribe. Un'altra causa di attriti tra queste famiglie era il fenomeno del banditismo, molto frequente queste zone, in quanto erano il passaggio di collegamento tra la Pianura Padana e la costa Ligure. Il terreno neutrale dove fu stipulata la pace fu Racosta, frazione del paese. Inoltre in questi paesi fu istituito "l'umo del denaro" denominato così perché faceva pagare un dazio ai passanti che entravano nel territorio per scambi commerciali. Il dazio veniva saldato tramite il pagamento con monete di bronzo.
Casanova ad oggi ha una divisione interna in frazioni più piccole quali: Ventarola, Relama, Canfernasca, Crescione, Racosta, Castello, Zoccola, Carnevicciolo e Piarbere.